# Leny Escudero
Leny Escudero, właśc. Joaquim Leny Escudero (ur. 5 listopada 1932 w Espinal - Aurizberri w jęz. baskijskim, zm. 9 października 2015 w Giverny) ) – francuski piosenkarz, autor piosenek, aktor.
Jego rodzina wyemigrowała z Hiszpanii do Francji podczas wojny domowej 1939.